# Can Can
Pour les articles homonymes, voir Can-can.
Can Can est un groupe équatorien de rock, originaire de Quito. Son style musical varie dans les genres musicaux du rock psychédélique, du rock indépendant, du rock électronique, de l'électroacoustique, de la musique électronique et de diverses fusions avec des distorsions électroniques-rock,.

## Histoire
Le groupe est formé à San Francisco de Quito, capitale de la République de l'Équateur, en 2002,. Il commence comme un trio formé par Denisse Santos en tant que chanteuse, Pato Sánchez à la batterie et Daniel Pasquel à la guitare électrique et aux séquences. Ils se baptisent Can-Can lorsqu'ils sont nvités à jouer en direct pour Radio Latina de Quito et, la même année, ils présentent leur première démo intitulée sous leur propre nom Can-Can. Après sa sortie, Can Can reçoit de bonnes critiques du magazine Rolling Stone pour leurs chansons Vestir Rosado et Suerte.
Après le départ de Pato Sánchez, Toño Cepeda à la basse, Ernesto Karolys à la batterie et Andrés Benavides, également membre de Guardarraya, Andrés Caicedo, précédemment à la batterie, ont fait partie du groupe,. En 2004, ils sortent leur album Malditos villanos pixelados,. En 2005, ils partent en tournée à New York et dans le New Jersey, où ils reviennent en 2006 pour enregistrer une nouvelle promo intitulée Hotel, aux SAE New York Studios,,. En 2007, ils sortent leur troisième production intitulée Lado C. 
En 2008, ils présentent un spectacle avec le groupe Guardarraya au Teatro Bolivar de Quito, appelé Guardacan, où ils sortent leur single promotionnel UIO et le DVD live de l'événement Guardacan,,. Ils ont également leur propre label appelé La increíble Sociedad del Can où ils produisent les vidéos des chansons Casi siempre et UIO, cette dernière étant diffusée sur MTV. Can Can se caractérise par ses spectacles sur scène et ses jeux de lumière avec sa propre scénographie.
Sa quatrième production est coproduite avec le soutien de son grand ami, le musicien et guitariste californien Ken Stringfellow, qui sort en 2010 la promotion Al mar et en 2011 son album CAOS,,,,.
Après la sortie de Caos, le groupe admet avoir eu une usure et se fragmente donc laissant seulement les membres Dennise Santos et Daniel Pasquel qui en 2012 commémorent les 10 ans de création du groupe pour lequel ils sortent Malas Influencias - Remixes Reversiones une compilation des succès précédents en collaboration avec des artistes tels que Nicola Cruz, Roger Icaza, Da Pawn, entre autres, ainsi qu'une nouvelle chanson Desde hoy. La même année, le groupe se produit en concert pour la dernière fois à El Aguijón dans la ville de Quito, interprétant plusieurs de ses succès les plus marquants.
Depuis 2012, le groupe se retrouve en pause indéfinie jusqu'en 2020, date à laquelle ils célèbrent les 18 ans de leur premier album avec la réédition de Can - Can (2020 Remaster) qui comprend des remixes du premier album.

## Discographie
- 2002 : Can-Can
- 2004 : Malditos Villanos Pixelados
- 2007 : Lado C
- 2008 : Guardacan
- 2011 : CAOS